# 土垠県 (唐山市)
土垠県（どぎん-けん）は、中華人民共和国河北省にかつて設置された県。現在の唐山市豊潤区銀城舗鎮に相当する。
前漢により設置された。南北朝時代の北魏により廃止されている。